# ゾーンバス
ゾーンバスとは、路線バスの運行形態の一つ。

## 概要
従来の路線バスは住宅地と都心部を直接結ぶように運行されてきた。しかし次のような問題ががあった。
1. 1路線に限ってみると運行頻度は低い
2. 住宅地と都心部を結ぶ幹線道路にバス車両が集中し、団子状態になる運行速度が低下、空いている車両と満員の車両が混在し乗車効率が悪くなる
3. 路線が長くなり、遅れ時間が大きくなりやすい
4. 複数の経路、目的地になるから路線が複雑になる

そこで、路線の起点や終点付近を運行する支線バスと、それらを結ぶ基幹バスに分離して、運行拠点（バスターミナル等）で接続し、乗客に乗り継がせることで改善させる運行形態である。

## ゾーンバスを実施中の自治体及びバス会社

### 北海道・東北

#### 函館市
函館バス
2022年（令和4年）4月1日に美原地区路線バス乗降場（停留所名は亀田支所前）をバスターミナルとして美原エリアゾーンバスが導入された。

#### 盛岡市
岩手県交通・岩手県北バス
松園・青山・都南地区

### 甲信越

#### 新潟市
新潟交通（にいがた新バスシステム）
2015年導入。基幹路線のBRT萬代橋ラインを設け、運行区間が重複・冗長していた中心部のバス路線を再編・集約したうえで、郊外路線との乗り換え拠点を整備した。通し運賃で乗り換え可能な運賃制度を導入。

#### 上越市
頸城自動車グループなど
上越市地域公共交通総合連携計画（2009年3月）において、公共交通の階層化（幹線バス、支線バスの設定）が目標として掲げられ、市内14地区（13の地域自治区および合併前市域）のうち10地区で階層化が施策メニュー・カルテに取り入れられた。このうち、板倉区では板倉コミュニティプラザを乗り換え拠点として整備し、従来複数路線が重複していた状態が同施設を境に整理された。
なお、「ゾーンバス」の名称は一部の市の資料や報道で用いられたものの、路線名などには採用されていない。

### 関西

#### 大津市
京阪バス
大石地区で導入。京阪バス大津営業所の4号経路（大石小学校～石山駅）に接続する支線経路すべてを指す。ゾーンバスは4B、4C、4D、4E、4F号の各経路が存在する。4号経路とゾーンバス各経路の乗り換え客の利便性の向上の目的で、大石小学校での乗継券が京阪バス石山駅案内所で発行されている。

#### 大阪市
大阪市営バス
1974年に導入した。路線を周辺部に設けた乗り継ぎターミナルから都心部のターミナルを結ぶ幹線と周辺部の地域内を運行する支線とに分け、両者の乗り継ぎに際しては新たな運賃負担を伴わない制度であった。
2002年に系統名を「幹線」「支線」のないものとした上でゾーンバス制度を事実上廃止し、幹線・支線の区別なく各路線間で乗り継ぎが可能となった（現在はICカードでのみ適用）。

#### 三木市・加古川市
神姫バス
神姫バスの子会社である神姫ゾーンバスが担当している。

### 中国

#### 鳥取市
日ノ丸自動車・日ノ丸ハイヤー
中部の湖南・江山地区（幹線はバス、支線は乗合タクシーによる運行）。通し運賃で乗り換え可能な運賃制度を導入。指定停留所でバスと乗合タクシーを相互に乗り継ぐ場合に乗継券を発行し、通し運賃が適用される場合は通し運賃、それ以外は後の方のバス・乗合タクシーが100円割引（ただし、合計が800円以上の場合は800円との差額）となる。
日ノ丸自動車・日ノ丸ハイヤー・サービスタクシー
東部の国府地区（幹線はバス、支線は乗合タクシーによる運行）。通し運賃で乗り換え可能な運賃制度を導入。指定停留所でバスとバス、バスと乗合タクシー、乗合タクシーと乗合タクシーを相互に乗り継ぐ場合に乗継券を発行し、通し運賃が適用される場合は通し運賃、それ以外は後の方のバス・乗合タクシーが100円 - 160円割引（ただし、合計が800円以上の場合は800円との差額）となる。
日ノ丸自動車・日ノ丸ハイヤー・いきいき国英コミュニティバス・さんき楽楽バス・さじ未来号・いきいき社バス
南部の河原・用瀬・佐治地区（幹線はバス、支線はバスまたは乗合タクシーによる運行）。通し運賃で乗り換え可能な運賃制度を導入。指定停留所でバスとバス、バスと乗合タクシー、乗合タクシーと乗合タクシーを相互に乗り継ぐ場合に乗継券を発行し、通し運賃が適用される場合は通し運賃、それ以外は後の方のバス・乗合タクシーが100円割引（ただし、合計が800円以上の場合は800円との差額）となる。
大森タクシーの撤退に伴い、2019年4月1日から鳥取市が自家用自動車（白ナンバー）による有償運送による乗合タクシー（鳥取市南部支線バス（鳥取市シルバー人材センターに運行委託））の運行を開始した。定期券・回数券の共通利用制度や乗り継ぎ割引制度は従来通り継続される。
鳥取市南部支線バスの廃止に伴い、2022年4月1日からさんき楽楽バス・いきいき社バスの運行を開始した。定期券・回数券の共通利用制度や乗り継ぎ割引制度は従来通り継続される。

#### 米子市・日吉津村・大山町
日本交通・日ノ丸自動車
米子駅方面から米子市東部・大山町方面に向かうバスを伯耆大山駅またはイオンモール日吉津（イオン西館・イオン東館）で系統分割、米子駅方面は幹線（米子市・日吉津村循環線、日本交通・日ノ丸自動車）、米子市東部・大山町方面は支線（福万線・本宮線・下市線、日本交通）として運転。伯耆大山駅またはイオンモール日吉津（イオン西館・イオン東館）でバスとバスを相互に乗り継ぐ場合に乗継券を発行し、通し運賃が適用される場合は通し運賃、それ以外は後の方のバス・乗合タクシーが200円割引（ただし、合計が730円以上の場合は730円との差額）となる。

#### 南部町（鳥取県）
日ノ丸自動車・南部町ふれあいバス
米子駅方面から南部町南さいはく（東長田・上長田）方面に向かうバスを法勝寺（上りは西伯小学校前、下りは図書館前）で系統分割、米子駅方面は幹線（日ノ丸自動車）、南さいはく（東長田・上長田）方面は支線（南部町ふれあいバス）として運転。運賃制度が異なるため、乗り継ぎ割引などはない。

#### 隠岐の島町
隠岐一畑交通
西郷港・隠岐高校・水産高校方面から島内（都万・五箇・中村・布施）各方面に向かうバスを隠岐病院で系統分割、島内（都万・五箇・中村・布施）各方面は幹線、西郷港・隠岐高校・水産高校方面は支線として運転。隠岐病院でバスとバスを相互に乗り継ぐ場合に乗継券を発行し、通し運賃が適用される。

#### 広島市
広島交通
安佐南区の安東地区（弘億線）。指定停留所（大町駅・大町東二丁目・中緑井）でPASPYで広島市街方面のバス（広島交通・広電バス）と弘億線を1時間以内に乗り継ぐ場合は、通し運賃が適用される場合は通し運賃が適用され、それ以外の場合はその後の方から20円割引。PASPY割引（1割引、端数は10円単位に切り上げ）が併用される。

#### 広島市・北広島町
広島交通
広島市安佐北区・北広島町（今吉田線・可部千代田線）。2022年10月1日導入。指定停留所（可部駅前・可部上市・下勝木・勝木・上勝木・飯室・安佐営業所）でPASPYで広島市街方面のバス（広島交通・広電バス）と今吉田線・可部千代田線を1時間以内に乗り継ぐ場合は、通し運賃が適用される場合は通し運賃が適用され、それ以外の場合はその後の方から20円割引。PASPY割引（1割引、端数は10円単位に切り上げ）が併用される。

#### 広島市・熊野町
朝日交通
広島市安芸区・熊野町（阿戸線）。2022年10月1日導入。指定停留所（萩原下・熊野馬場・熊野消防署前）でPASPYで熊野営業所方面のバス（広電バス）と阿戸線を1時間以内に乗り継ぐ場合、通し運賃が適用される場合は通し運賃が適用され、それ以外の場合はその後の方から20円割引。PASPY割引（1割引、端数は10円単位に切り上げ）が併用される。

#### 呉市
広電バス・呉市生活バス（なべタクシー・富士交通・野呂山タクシー・東和交通・呉交通・瀬戸内産交）
2019年10月1日導入。指定停留所（昭和市民センター前・昭和市民センター・鍋桟橋・新広駅・広市民センター・仁方駅南口）でPASPYで呉市街方面のバス（広電バス）と呉市生活バス（北原神山峠線・見晴町線・阿賀音戸の瀬戸線・田原藤の脇線・広長浜線・広川尻線・仁方小須磨線）を1時間以内に乗り継ぐ場合、通し運賃が適用される場合は通し運賃が適用され、それ以外の場合はその後の方から20円割引。PASPY割引（1割引、端数は10円単位に切り上げ）が併用される。

#### 福山市
中国バス
北部の駅家・芦田地区（駅家団地線・服部線（2019年9月30日をもって廃止。予約制乗合タクシーに移行）・柞磨線）。PASPYでバス（中国バス・井笠バスカンパニー）とバスを1時間以内に乗り継ぐ場合はその後の方から20円割引。PASPY割引（1割引、端数は10円単位に切り上げ）が併用される。
北振バス
北部の加茂・山野地区（田原線・楠田線）。北振バスはPASPYを導入していないため、乗り継ぎ割引などはない。
鞆鉄道
南部の沼隈・内海地区（箱崎線（2019年9月30日をもって廃止））。PASPYでバス（鞆鉄道）とバスを1時間以内に乗り継ぐ場合はその後の方から20円割引。PASPY割引（1割引、端数は10円単位に切り上げ）が併用される。

### 九州・沖縄

#### 福岡市
西鉄バス
那珂川市方面から天神に向かうバスを大橋駅で系統分割、天神方面はW系統として運転。西鉄天神大牟田線へのシフトも兼ねている。nimoca利用時に那珂川市方面とW系統の乗り継ぎの際は特別なポイントがたまる。

#### 熊本市
熊本都市バス
東部の住宅地を走る秋津健軍線の一部や健軍長嶺線（Y系統）。主に熊本市電との乗り継ぎを目的としているが、乗り継ぎ割引などはない。